# Albert Sidney van den Bergh

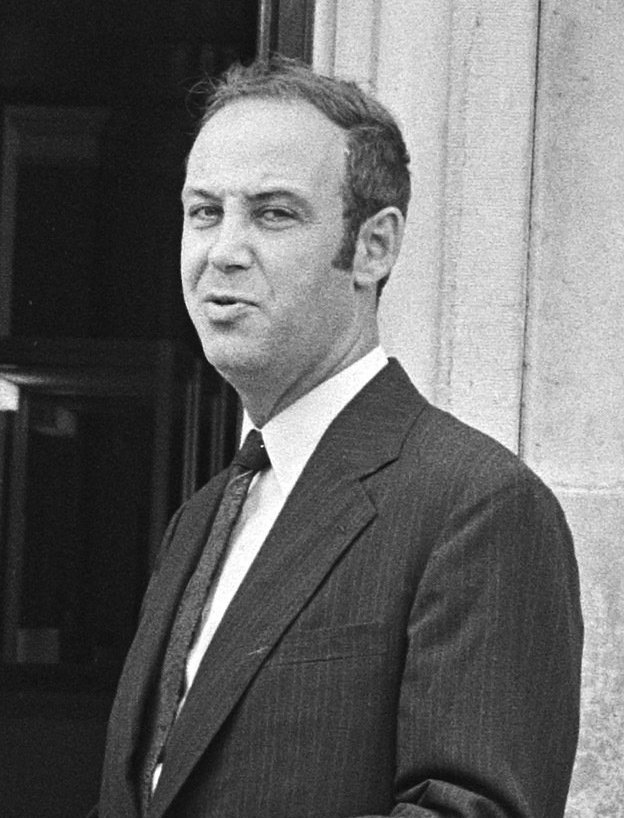
Albert Sidney van den Bergh

Albert Sidney (Joeri) van den Bergh (Amsterdam, 25 juni 1936) is een Nederlandse arts. Hij kreeg landelijke bekendheid toen hij als medisch coördinator van de abortuskliniek Bloemenhove in de jaren zeventig van de twintigste eeuw regelmatig voor de rechter moest verschijnen. 

## Biografie
Van den Bergh is de 7e zoon van Tweede Kamerlid en hoogleraar staats- en administratief recht George van den Bergh.
In 1969 raakte Van den Bergh, op dat moment huisarts, betrokken bij de abortuskliniek Beahuis in Beverwijk. In 1971 verhuisde de kliniek naar Heemstede en hij werd in 1973 uitgebreid met de Bloemenhovekliniek. Deze kliniek was gespecialiseerd in zwangerschapsafbrekingen in het tweede trimester van de zwangerschap. Van den Bergh werd daar medisch coördinator. Hij vroeg de Australische arts Finks om de door hem ontwikkelde methode voor abortussen in het tweede trimester aan de medewerkers van de Bloemenhovekliniek te leren.
In de jaren zeventig van de twintigste eeuw ontstond een juridische strijd tussen de toenmalige minister van Justitie Dries van Agt, die de kliniek wilde sluiten, en directie en bestuur van de kliniek die veel aandacht trok. Van den Bergh verscheen als medisch coördinator elf keer voor een rechter maar is nooit veroordeeld. In 1977 promoveerde hij bij de Utrechtse hoogleraar A. Haspels op een studie naar de methode Finks en alternatieve behandelingen voor tweede trimester abortustechnieken.
In 1997 kwam hij weer in de publiciteit toen hij in een uitzending van het televisieprogramma Zembla verklaarde elke reden die een vrouw aanvoerde om een verzoek om een abortus te onderbouwen te accepteren. Volgens critici was hij daarmee in overtreding van de abortuswet.
Vanaf 2005 was hij vier jaar docent Engels aan het Omeida Taleninstituut in Yangshuo in China en opende hij een school voor Chinese taal en cultuur (汉语）in Nijeveen.